# List przypowiedni
List przypowiedni (łac. Literae inscriptionis stipendii, często błędnie: list przepowiedni) – dokument wydawany przez króla lub hetmana w czasach Jagiellonów oraz w okresie Rzeczypospolitej Obojga Narodów dla dowódcy oddziału wojska zaciężnego, zwykle rotmistrza lub pułkownika, na określoną liczbę żołnierzy (porcji), oraz na obszar wybranych królewszczyzn, na których miał prowadzić zaciąg. Od reform Władysława IV tylko dla wojsk narodowego autoramentu. List zawierał także takie informacje jak wyekwipowanie, miejsce i czas formowania oraz datę stawienia się do obozu na popis. W Polsce i na Litwie spotykany pod polską nazwą od 1514 roku.
„Rotmistrz tworzący chorągiew narodowego autoramentu zgłaszał list przypowiedni w sądzie grodzkim rejonu, który obierał za miejsce zaciągu i wpisywał go do akt grodzkich, czyli go oblatował. Następnie udawał się do znajomych mu starych i doświadczonych w rzemiośle wojennym osób proponując im zaciągnięcie się jako towarzysze do tworzonej przez niego jednostki. Ci z kolei wskazywali mu dalsze osoby, a kontakty osobiste i ostateczne uzupełnienie stanu liczebnego oddziału ułatwiały zjazdy szlachty podczas jarmarków itp.”
List przypowiedni wydany przez króla musiał mieć pieczęć kanclerza wielkiego koronnego lub litewskiego, który mógł jej odmówić, jeżeli sejm nie wyraził zgody. Było to znaczne ograniczenie władzy królewskiej przez szlachtę obawiającej się absolutyzmu władcy.
Dowódca zaciągał towarzyszy, a ci z kolei pocztowych – ten rodzaj zaciągu zyskał miano systemu tzw. pocztów towarzyskich. W 1643 Stanisław Koniecpolski określił wielkość pocztu towarzysza na 3 konie (towarzysz i 2 pocztowych). O ile liczebność chorągwi w XVI/XVII wieku wynosiła 100-120 koni w czasie wojny i 20-50 koni w czasie pokoju (lub chorągiew redukowano), to zwykle była ona niższa o ok. 10% z uwagi na tzw. ślepe poczty, czyli wynagrodzenie dla oficerów pobierane z żołdu niezaciągniętych żołnierzy. Inaczej odbywała się rekrutacja z tzw. wolnego bębna do wojska cudzoziemskiego autoramentu, gdzie przyjmowani byli ludzie stanu wolnego, np. w miastach. Takie listy przypowiednie nazywano kapitulacjami, czyli prywatnymi umowami między polskim dostojnikiem a oficerem wynajmującym swój oddział.
Znane też były listy przypowiednie (listy kaperskie) na okręty floty kaperskiej.